# Viktóriya Mulova
Viktóriya Yuriévniya Mulova en ruso Виктория Юрьевна Муллова, o Mullova, (Moscú, 27 de noviembre de 1959) es una violinista rusa.

## Comienzos
Es la ganadora del primer premio en el Concurso Sibelius de violín en 1980 celebrado en Helsinki, y de la medalla de oro en el Concurso Internacional Chaikovski de 1982.
Fue alumna de Leonid Kogan en el Conservatorio de Moscú.

### Fuga de la Unión Soviética
Durante una gira por Finlandia en 1983, Mullova y su pareja Vakhtang Jordania, que se hizo pasar por su pianista acompañante para poder fugarse juntos, abondonaron su hotel en Kuusamo, después de que Jordania le dijera al oficial de la KGB encargado de vigilarles que Mullova se encontraba indispuesta. Dejaron el Stradivarius propiedad de la Unión Soviética sobre la cama del hotel, tomaron un taxi, y tras varios cientos de kilómetros alcanzaron la frontera sueca. En Suecia, solicitaron asilo político. La policía sueca les sugirió que permanecieran en el hotel durante el fin de semana hasta que abriera la embajada estadounidense. Así, durante 2 días permanecieron -con identidad falsa- en la habitación del hotel, sin arriesgarse ni siquiera a bajar a la recepción.  Tras conseguir visados, huyeron a Washington D. C..

## Carrera posterior
Mullova ha grabado muchos discos incluyendo los conciertos de Tchaikovski y Jean Sibelius que han sido premiados con el Grand Prix du Disque.
Formó el Mullova Chamber Ensemble a mediados de los años noventa. El Ensemble ha hecho giras por Italia, Alemania y Holanda y ha grabado los conciertos de violín de Bach en Philips Classics. Fue nominada para un Grammy Award en 1995 por su grabación de las Partitas de Bach, y ganó en 1995 un Echo Klassik award, un Japanese Record Academy Award y un Deutsche Schallplattenkritik prize por su grabación del concierto de Brahms. Su grabación del Trío N.º 1 de Brahms y el Trío Archiduque de Beethoven con André Previn y Heinrich Schiff publicada en 1995, recibió el Diapason d'Or.
Su carrera internacional como solista ha incluido actuaciones con las principales orquestas mundiales, como la Orquesta Real del Concertgebouw, Orquesta Philharmonia, Orquesta Filarmónica de Berlín, Orquesta Sinfónica de Viena, Orquesta Sinfónica de Montreal, Orquesta Sinfónica de San Francisco y la Orquesta Sinfónica de la Radio de Baviera. También ha actuado como solista y directora con la Orchestra of the Age of Enlightenment.
Mullova toca el Jules Falk, un Stradivarius de 1723 y un violín fabricado en 1750 por Giovanni Battista Guadagnini. 

## Vida personal
Mullova vive en Holland Park en Londres, con su marido el violonchelista Matthew Barley y tres hijos: Misha, fruto de su relación con el director Claudio Abbado, Katia, de su relación con el violinista Alan Brind y Nadia, de su matrimonio con Barley.

## Discografía
- Chaikovski, Sibelius: Violin Concertos, Orquesta Sinfónica de Boston, Seiji Ozawa, (Philips, CD416821-2) (1985)
- Vivaldi, The Four Seasons - Orquesta de Cámara de Europa/Christoph Marks/Claudio Abbado/Douglas Boyd/Marieke Blankestijn/Matthew Wilkie/Viktoria Mullova, 1987 Philips
- Vieuxtemps, Paganini: Violin Concertos, Academy of Saint Martin in the Fields, Neville Marriner, Philips CD422332-2 (1988)
- Shostakovich, Prokófiev: Violin Concertos, Royal Philharmonic Orchestra, André Previn, (Philips CD422364-2) (1988)
- Stravinsky, Ravel, Prokófiev: Sonatas, con Bruno Canino, piano, Philips CD426254-2 (1989)
- Mendelssohn: Violin Concerto, Academy of St Martin in the Fields, Neville Marriner, (Philips CD432077-2) (1990)
- Brahms: Violin Concerto, Orquesta Filarmónica de Berlín, Claudio Abbado, Philips CD438998-2 (1992)
- Brahms, Beethoven: Tríos, André Previn, piano, Heinrich Schiff, violonchelo, (Philips CD442123-2) (1993)
- Prokófiev, Debussy, Janáček: Sonatas for violin and piano, con Piotr Anderszewski, piano, (Philips CD446091-2) (1994)
- Brahms Violin Sonatas, Piotr Anderszewski, piano, Philips CD446709-2 (1995)
- Brahms Violin Concerto, 3 Sonatas (Philips, 446 709-2), con Piotr Anderszewski, Andrè Previn (1997)
- Bartók and Stravinsky Violin Concertos (Philips, 456 542-2), con la Orquesta Filarmónica de Los Ángeles/Esa-Pekka Salonen, (Philips CD456542-2) (1997)
- Through the Looking Glass, musica di Alanis Morissette, Youssou N'Dour, Miles Davis, The Beatles, The Bee Gees, Duke Ellington, Weather Report (arr. Matthew Barley), con Julian Joseph, Matthew Barley, Steve Smith, Paul Clarvis, Colin Currie e Sam Walton), Philips CD464184-2 (2000)
- Bartók, Janacek, Debussy, Prokófiev & Stravinsky Violin Sonatas, con Piotr Anderszewski y Bruno Canino (Philips –475 7460)
- Mozart: Violin Concertos Nos. 1, 3-4 (Philips, 470 292), con la Orchestra of the Age of Enlightenment, (Philips,CD470292-2) (2001)
- Beethoven / Mendelssohn Violin Concertos (Philips, 473 872-2), con la Orchestre Révolutionnaire et Romantique / John Eliot Gardiner, (Philips, CD473872-2) (2003)
- Stravinsky, Bartók, Shostakovich, Prokófiev: Violin Concertos, Los Angeles Philharmonic Orchestra, Royal Philharmonic Orchestra, Esa-Pekka Salonen, André Previn, Philips 475 7457
- Vivaldi 5 violin concertos (Onyx 4001), con Il Giardino Armonico, (2005)
- Franz Schubert: Octet for clarinet, horn, bassoon, string quartet and double bass, D803, in F Major, Mullova Ensemble, (Onyx 4006);
- Recital (Onyx 4015), con Katia Labèque, (2006)
- Bach, Violin Concertos & Partitas - The Mullova Ensemble/Viktoria Mullova, 2006 Decca/Philips
- Brahms: Violin Concerto, 3 Violin Sonatas, Piano Trio, Op. 8 - Berliner Philharmoniker/Claudio Abbado/Viktoria Mullova, 2006 Decca/Philips
- JS Bach sonatas (Onyx 4020), con Ottavio Dantone, (2007)
- Vivaldi, Conc. per 2 vl. (RV 516, 511, 524, 509, 523) - Giuliano Carmignola/Viktoria Mullova/Venice Baroque Orchestra/Andrea Marcon, 2008 Deutsche Grammophon/Archiv
- Bach, 6 Solo Sonatas & Partitas - Viktoria Mullova, 2009 Viktoria Mullova/PM Classics
- Bach, Concertos - Accademia Bizantina/Ottavio Dantone/Viktoria Mullova, 2013 ONYX